# District de Janjgir-Champa
Le district de Janjgir-Champa  (hindi : जांजगीर-चाम्पा जिला) est un district de l'état du Chhattisgarh, en Inde,

## Géographie
Au recensement de 2011, sa population compte 1 620 632 habitants.
Son chef-lieu est la ville de Naila Janjgir. 